# Lúčina
Lúčina (in ungherese Hüvész) è un comune della Slovacchia facente parte del distretto di Prešov, nella regione omonima.